# Johanna Runevad
Johanna Evelina Maria Runevad, född 16 december 1988 i Falkenberg, Halland, är en svensk regissör, manusförfattare, skådespelare och producent.
Johanna Runevad är uppvuxen i Falkenberg och har arbetat med tv-produktion i Köpenhamn sedan 2007.
År 2019 producerade hon sin första tv-serie i Sverige och flyttade därefter till Stockholm 2020. Hon har skrivit, regisserat och spelar huvudrollen i den hyllade SVT-serien Falkenberg forever med premiär 30 mars 2020.
Runevad producerade sommaren 2020 sin andra tv-serie för SVT, Vi forever, en dramakomedi i 18 avsnitt som hade premiär november 2020. Runevad har själv stått för manus och regi samt varit kreativ producent. 
Johanna Runevad är sambo med den danske komikern Martin Høgsted; paret har två barn tillsammans.